# Shadow of Fear (película de 2004)
Shadow of Fear (titulada: La sombra de una muerte en Argentina y La sombra del miedo en España) es una película estadounidense de suspenso de 2004, dirigida por Rich Cowan, escrita por Matt Holloway y Art Marcum, musicalizada por Stephen Edwards, en la fotografía estuvo Dan Heigh y los protagonistas son Matthew Davis, James Spader y Aidan Quinn, entre otros. El filme fue producido por Millennium Films, Two Sticks Productions y North by Northwest Entertainment; se estrenó el 8 de junio de 2004.

## Sinopsis
Harrison French accidentalmente choca y mata a un transeúnte, esto sucede mientras regresaba a su casa luego de una fiesta. Un poderoso abogado con contactos en toda la ciudad se dispone a ayudarlo.